# Albaina
Albaina (Albaita en euskera) es una localidad y una Entidad Local Menor perteneciente al municipio de Condado de Treviño, Provincia de Burgos, comunidad autónoma de Castilla y León (España). Está situada en la comarca de Ebro.

## Situación
En el valle del río Ayuda, 11,5 km aguas arriba de la capital del municipio, Treviño, entre Fuidio y Pariza. Carretera BU-741.

## Política
Su Alcalde pedáneo (2007-2011) es José Aguillo Cámara de la Agrupación de Electores de Albaina (AEALBAINA).

## Demografía
Evolución de la población
| Gráfica de evolución demográfica de Albaina entre 2000 y 2017      |
|                                                                    |
| Población de derecho (2000-2017) según el padrón municipal del INE |

## Elementos de interés
- Conjunto urbano y eremitorio visigótico.
- Núcleo urbano, de trazado medieval y estructurado en torno a una calle principal, donde un ensanchamiento conforma la plaza, donde se sitúa la iglesia, dos fuentes, juegos, jardín, frontón y escuela.
- Fuente, de 1870.
- Arquitectura popular, con sillería y mampuesto en plantas bajas y entramado de madera con adobe revestido en plantas altas. Solanas, edificios de gran tamaño con tejado a dos aguas, algunos blasonados.
- Casona de los Samaniego, de planta rectangular, blasonada, gran alero, puerta adintelada, balcón con hueco redondeado y peana sobre canes de piedra, y ventanas con alféizar moldurado.
- Conjunto de casas en calle de la Paz, de carácter rural en mampostería formando un conjunto con gran unidad.
- Iglesia parroquial, de una nave (siglos XVI a XVIII) con pórtico en el lateral derecho con tres arcos de medio punto bajo torre de bóveda gótica, bajo la cual se sitúa la portada con arco de medio punto apilastrado a ambos lados. Torre-espadaña con dos cuerpos, relieves barrocos y escalera adosada. Cementerio adosado.
- Ermita del Granado, románica, de una nave; ventana con arquivolta apuntada, capiteles y columnas; otra geminada y apuntada; canes labrados con formas geométricas. Portada en lateral con cinco arquivoltas ligeramente apuntadas, decoración muy destrozada.
- Casa rural, cuevas de Laño, arquitectura popular, frontón cubierto, escuela de golf.

## Historia
Así se describe a Albaina en el tomo I del Diccionario geográfico-estadístico-histórico de España y sus posesiones de Ultramar, obra impulsada por Pascual Madoz a mediados del siglo XIX:

Lugar en la provincia, audiencia territorial y capitanía general de Burgos (18 leguas), partido judicial y administración de rentas de Miranda de Ebro (3 ½), diócesis de Calahorra y ayuntamiento de Treviño; Situado en llano, con buena ventilación y clima saludable, sin que se conozcan por lo regular más enfermedades que las estacionales. Consta de 34 casas medianas, formando dos calles, e igual número de plazas, con casa consistorial y una fuente de agua potable para el uso del vecindario; la iglesia parroquial, dedicada a San Miguel Arcángel, es de muy buena fábrica y se halla servida por un cura párroco y un beneficiado; hay un cementerio y una escuela de primeras letras, con la dotación de 24 fanegas de trigo anuales. El término se extiende de N a S 2 leguas y de E a O 1, confinando por N con el de Saseta, Marauri y Ogueta, por E con el de Pariza, por S con el de Bajauri y Laño, y por O con el de Fuidio y Mesanza; a ¼ de legua de la población existen, en unas peñas vivas, más de veinte cuevas abiertas a pico, en donde se cree celebraban los cristianos los divinos oficios en tiempo de la ocupación de la España por los árabes, las cuales llaman la atención de los viajeros y observadores; tiene bosques y montes de tres a cuatro leguas en cuadro, entre ellos uno excelente en comunidad con otros dos pueblos, llamado Busturia, de cuyos robles se sacan tablas de la mejor calidad que se conocen en el país; este precioso monte se halla destrozado sin embargo, por el abandono en que lo tienen los pueblos a quienes pertenece, pues que estos solo tratan de la corta y venta de los mejores árboles, sin cuidar de reponerlos por medio de una nueva plantación; cuenta además un prado en unión con otro pueblecito, de más de 100 fanegas de tierra de sembradura, muy fértil y cercado de pared. El terreno es bastante productivo y a propósito para trigo, legumbres, y toda clase de cereales, y en varios pagos incultos para viñas; lo baña el Ayuda que pasa a tiro de bala de la población, y un cauce extraído de otro río que corre también por el término con gran caudal de aguas aún en tiempo de estío, habiendo un puente sobre cada uno de ellos; sus aguas sirven para regar las huertas y dar movimiento a 4 molinos harineros que se hallan contiguos al pueblo, aunque sólo dos le pertenecen; los caminos son locales, muy barroso durante el invierno. Producciones: trigo, comuña, maíz, cebada, avena, yeros, patatas, habas, alubias, garbanzos de inferior calidad, y toda clase de hortalizas; ganado de cerda, lanar y cabrío, y recría mulas y bueyes para las labores del campo. Población: 14 vecinos, 52 almas. Capital productivo: 32.000 reales; Imponible: 986. El presupuesto municipal, asciende a 2.400 reales y se cubre con el producto de varios arbitrios y por reparto vecinal.
Diccionario geográfico-estadístico-histórico de España y sus posesiones de Ultramar

### Antiguo Régimen
Antes de la creación de los ayuntamientos constitucionales estaba incluida en la Cuadrilla del Río Somayuda.